# Emblema dell'Afghanistan
L'emblema nazionale dell'Afghanistan ha subìto una storia travagliata e di continue modifiche, tuttavia sin dall'inizio del XX secolo l'attuale versione è quella più tradizionale ed è apparsa in molte delle bandiere nazionali continuamente cambiate.
L'emblema adesso adottato dall'Afghanistan cita "Non c'è altro dio all'infuori di Allah, Muhammad è il Messaggero di Allah" (in arabo لا إله إلا الله محمد رسول الله). L'emblema ha alcuni elementi caratteristici tipici della cultura islamica oltre che le sciabole (le si può vedere anche nello Stato Islamico dell'Afghanistan). È un emblema tuttora usato solo de facto poiché molte nazioni non riconoscono la sovranità dell'Emirato Islamico dell'Afghanistan ma solo quella della Repubblica Islamica dell'Afghanistan e il suo emblema.

## Storia

Emblema dell'Emirato dell'Afghanistan (1901-1919)
Emblema dell'Emirato dell'Afghanistan (1919-1926)
Emblema del Regno dell'Afghanistan (1926-1928)
Emblema del Regno dell'Afghanistan (1928-1929)
Emblema dell'Afghanistan durante la restaurazione dell'emirato di Habibullah Kalakānī (1929)
Emblema del Regno dell'Afghanistan (1931-1973)
Emblema della Repubblica dell'Afghanistan (1973-1974)
Emblema dello Stato Islamico dell'Afghanistan (1992-2002)
Emblema dello Stato Islamico di Transizione dell'Afghanistan (2002-2004)
Emblema della Repubblica Islamica dell'Afghanistan (2004-2013)
Emblema della Repubblica Islamica dell'Afghanistan (2013-2021)
Emblema dell'Emirato Islamico dell'Afghanistan (adottato dal 15 agosto 2021)